# Les Murs porteurs (film)
Pour les articles homonymes, voir Les Murs porteurs.
Pour plus de détails, voir Fiche technique et Distribution.
Les Murs porteurs est un film français réalisé par Cyril Gelblat, sorti en 2008.

## Synopsis
Frida, ashkénaze de 75 ans, perd la mémoire et confond passé et présent...

## Fiche technique
- Production : Fabrice Goldstein et Antoine Rein de Karé Productions
- Réalisation : Cyril Gelblat
- Type : long métrage français
- Genre : drame
- Durée : 92 min
- Année de production : 2007
- Date de sortie cinéma : 9 juillet 2008
- Distributeur : Zelig Films Distribution

## Distribution
- Miou-Miou : Judith
- Charles Berling : Simon
- Giovanna Mezzogiorno : Manou
- Shulamit Adar : Frida
- Dominique Reymond : Solange Weil
- Romain Goupil : Alain Tanzerman
- Anaïs Demoustier : Mélanie
- André Oumansky : Motteck
- Félicien Juttner : Thibaud
- Isabelle Sadoyan : Mme Mouchet
- Sophie Duez : la mère de Mélanie
- Julie Judd : Éloïse
- Mathieu Carrière : André
- Carlo Brandt : Groslambert
- Emmanuelle Castro
- Jean-Marc Fabre
- Nathalie Hubert